# Yokoshinmei-dōri
Le Yokoshinmei-dōri (横神明通, Yokoshinmei-dōri) est une voie du centre-nord de Kyoto, dans l'arrondissement de Kamigyō. Orientée est-ouest, elle débute au Horikawa-dōri (en) et termine au Chiekōin-dōri. 

## Description

### Situation
Le Yokoshinmei-dōri est une rue de l'arrondissement de Kamigyō, dans le centre-nord de la ville, traversant les quartiers de Seimei-chō (晴明町)[réf. nécessaire], Yokoshinmei-chō (横神明町), Danjō-chō (弾正町), Bishamon-chō (毘沙門町), Shimoishibashi-chō (下石橋町), Ishiyakushi-chō (石薬師町), Sakae-chō (栄町) et Tachibana-chō (橘町). Elle suit l'Ichijō-dōri (一条通) et précède le Sasayachō-dōri (笹屋町通) et le Motoseiganji-dōri (元誓願寺通). Elle s'étend de Horikawa jusqu'à Ōmiya, où elle bifurque au nord pour terminer à Chiekōin,. Certains considèrent la rue seulement comme étant la portion entre Horikawa et Ōmiya.
La rue mesure quelque 450 mètres. La circulation se fait en sens unique de l'ouest vers l'est.

### Voies rencontrées
De l'est vers l'ouest, en ne tenant pas compte du sens de la circulation. Les voies rencontrées de la droite sont mentionnées par (d), tandis que celles rencontrées de la gauche, par (g), en gardant le sens de l'est vers l'ouest. 
1. Horikawa-dōri (en) (堀川通)
2. Yoshiyamachi-dōri (葭屋町通)
3. Inokuma-dōri (ja) (猪熊通)
4. Kuromon-dōri (黒門通)
5. Ōmiya-dōri (en) (大宮通)
6. Chiekōin-dōri (智恵光院通)

- Sources : (ja) Université Ritsumeikan Asia Pacific (en), « 近代京都オーバーレイマップ », sur Art Research Center,‎ 2022 (consulté le 18 novembre 2022).

## Odonymie
Le nom de la rue n'est pas officiel, mais est de plus en plus utilisé dans les cartes de la ville. 
La rue porte le nom du quartier Yokoshinmei-chō qu'il traverse.

## Histoire
La rue ouvre durant l'époque d'Edo, peu après la construction du Jūrakudai, entre Yoshiyamachi et Chiekōin. La rue n'est pas issue du système Jōbō (ja), qui est derrière le plan quadrillé des rues de Kyoto. Durant l'Après-guerre, la rue est reliée à Horikawa.

## Patrimoine et lieux d'intérêt
On y trouve les ruines des remparts nord de l'extension nord du Jūrakudai, palais secondaire construit par Toyotomi Hideyoshi dans les années 1580 et démantelé dix ans plus tard pour être réutilisé dans la construction du château de Fushimi. Dans le Sakae-chō, après Ōmiya, subsistent des remparts au sud de la rue ; la différence de hauteur de cinq mètres entre la chaussée et les ruines empêche tout développement résidentiel, cela explique la bifurcation de la rue de 30 mètres au nord.